# Anisotes pubinervius
Anisotes pubinervius är en akantusväxtart som först beskrevs av T. Anders., och fick sitt nu gällande namn av Hermann Heino Heine. Anisotes pubinervius ingår i släktet Anisotes och familjen akantusväxter. Inga underarter finns listade i Catalogue of Life.